# Halina Gabor
Halina Gabor, po mężu Steinhoff (ur. 23 września 1932 w Karłubcu (ob. dzielnica Gogolina)) – polska lekkoatletka, specjalizująca się w biegu na 800 m i biegach przełajowych, mistrzyni i reprezentantka Polski.

## Kariera sportowa
Była zawodniczką Włókniarza Prudnik (1953), Włókniarza Otmęt (1954-1956) i Silesii Otmęt (1957-1958).
Na mistrzostwach Polski seniorów wywalczyła dziewięć medali - pięć złotych (na 800 metrów w 1956, w biegach przełajowych w 1954, 1955, 1956 i 1957) i cztery srebrne (w biegu na 400 metrów w 1955, w biegu na 800 metrów w 1954, 1955, 1957).
W latach 1954–1957 wystąpiła w dziewięciu meczach międzypaństwowych, odnosząc jedno zwycięstwo indywidualne.
Trzykrotnie poprawiała rekord Polski w biegu na 800 metrów (2:15,4 - 30.06.1954, 2:11,6 - 27.05.1956, 2:09,1 - 13.09.1956), była także rekordzistką Polski w sztafecie 10 x 100 metrów (2:09,5 - 4.11.1956) i 3 x 800 metrów (6:53,0 - 4.11.1956).
W 1956 została sklasyfikowana na 9. miejscu w rankingu Track and Field News.
Od 1981 przebywa w Niemczech.
Lekkoatletką i piłkarką ręczną była jej starsza siostra Gertruda Gabor (ur. 1930).
Rekordy życiowe: 400 metrów - 58,3 (11.09.1955), 800 metrów - 2:09,1 (13.09.1956).